# ベルヌーイ過程
ベルヌーイ過程（ベルヌーイかてい、英: Bernoulli process）は、2つの値を取る独立な確率変数列からなる離散時間の確率過程である。ベルヌーイ過程とは、いわばコイントスであるが、そのコインは公平つまり裏と表の出る確率が等しいものに限定されない。このような確率過程における確率変数をベルヌーイ変数（Bernoulli variable）と呼ぶ。

## 定義
ベルヌーイ過程は、離散時間の確率過程であり、有限または無限の独立な確率変数列 X1, X2, X3,... からなる。この確率変数列について、次が成り立つ。
- それぞれの i について、Xi の値は 0 か 1 である。
- i の全ての値について、Xi = 1 となる確率 p は常に同じである。

換言すれば、ベルヌーイ過程は独立していて確率分布が同じなベルヌーイ試行の列である。個々の Xi のとりうる2つの値を「成功; success」と「失敗; failure」と呼ぶこともある。0 か 1 で表されたとき、その値は i 番目の「試行」についての成功回数を表しているともいえる。個々の成功/失敗の変数 Xi もベルヌーイ試行と呼ばれる。
ベルヌーイ試行の独立性には、メモリレス性という属性も含まれる。すなわち、過去の試行の結果は将来の結果について何の情報ももたらさない。任意の時点からの将来の試行は、過去に対してもベルヌーイ試行独立である（これをフレッシュスタート属性と呼ぶ）。
ベルヌーイ過程における確率変数には、以下の特徴がある。
- 最初の n 回の試行における成功回数は、二項分布である。
- r 回の成功を得るのに必要な試行回数は、負の二項分布である。
- 1回の成功を得るのに必要な試行回数は、幾何分布であり、これは負の二項分布の特殊ケースである。

有限個のベルヌーイ試行の標本だけを元に、そのベルヌーイ過程の性質を特定する問題を "checking if a coin is fair"（コインの公平性問題）と呼ぶ。

## 形式的定義
ベルヌーイ過程は、確率空間の言語で形式化される。ベルヌーイ過程は、集合 {\displaystyle \{0,1\}} に関する確率変数 X を伴う確率空間 {\displaystyle (\Omega ,Pr)} であり、全ての {\displaystyle \omega \in \Omega } について、確率 p で {\displaystyle X_{i}(\omega )=1} となり、確率 1−p で {\displaystyle X_{i}(\omega )=0} となる。

## ベルヌーイ列
確率空間 {\displaystyle (\Omega ,Pr)} 上に定義されたベルヌーイ過程があるとき、{\displaystyle \omega \in \Omega } 毎に次の整数の列が対応する。
{\displaystyle \mathbb {Z} ^{\omega }=\{n\in \mathbb {Z} :X_{n}(\omega )=1\}}
これをベルヌーイ列（Bernoulli sequence）と呼ぶ。従って例えば、{\displaystyle \omega } がコイントスの列を表すとき、そのベルヌーイ過程はコイントスの結果を整数の列で表したものである。
ほとんど全てのベルヌーイ列は、エルゴード列である。

## ベルヌーイマップ
全ての試行は2つの値のいずれかをとるので、試行の列は実数を二進記数法で表したものと見ることもできる。確率 p が 1/2 なら、全ての2進数列が同じ確率で生成され、ベルヌーイ過程の完全加法族の測度は、単位区間における一様測度と等価である。換言すれば、それら実数は単位区間上に一様に分布する。
シフト作用素 T は、次のように各確率変数の次（の確率変数）を与える。
{\displaystyle TX_{i}=X_{i+1}}
これは、次のベルヌーイマップ（Bernoulli map）により与えられる。
{\displaystyle b(z)=2z-\lfloor 2z\rfloor }
ここで {\displaystyle z\in [0,1]} は測定列を表し、{\displaystyle \lfloor z\rfloor } は床関数（すなわち、z を超えない最大の整数）を表す。ベルヌーイマップは本質的に z を2進数表現と見たときの小数点以下に対応する。
ベルヌーイマップは決定性カオスの正確な可解モデルである。ベルヌーイマップの transfer operator は可解である。その固有値は 1/2 の倍数であり、固有関数はベルヌーイ多項式である。

## ベルヌーイ系
ベルヌーイ過程を3つ以上の値をとるよう一般化したものをベルヌーイ系と呼ぶ。